# Secretaría de Cultura y Educación
La Secretaría de Estado de Cultura y Educación (o simplemente Secretaría de Cultura y Educación) de Argentina fue una secretaría dependiente del Poder Ejecutivo Nacional (a través del Ministerio del Interior) con competencia en cultura y educación.

## Historia
Por ley n.º 16 956 del 23 de septiembre de 1966 (publicada en el Boletín Oficial el 27 del mismo mes y año) del presidente de facto Juan Carlos Onganía, se creó la Secretaría de Estado de Cultura y Educación. Su función se emarcaba en la órbita del Ministerio del Interior.
Por intermedio de la ley n.º 18 416 del 20 de octubre de 1969 (publicada el 23 del mismo mes y año), se modificó el gabinete nacional y la secretaría fue elevada a la jerarquía de ministerio.